# PNA Delfín (GC-13)
El Guardacostas PNA Delfín (GC-13, ex-R-1) es un buque guardacostas perteneciente a la Prefectura Naval Argentina. Pertenece al Servicio de Buques Guardacostas de la PNA, y tiene asiento en sus instalaciones de Dársena "E" del Puerto de Buenos Aires. Desarrolla operaciones de búsqueda y rescate, seguridad de la navegación, apoyo logístico al Estacionario de Prácticos Recalada y control de pesca, entre otras. 
Actualmente el “Delfín” continua con misiones de patrullaje y control de buques, así como de búsqueda y rescate en caso de ser necesario. No cuenta con ningún armamento, se le desmontaron un cañón de 20 mm y 2 ametralladoras de 12,7 mm con las que fue dotado al incorporarse a la Prefectura

## Historial
- 1970 - Decreto 8255 de 1969 autorizó al Estado a un ballenero, que luego el 23 de enero de 1970 pasó a la Prefectura Naval siendo su primer Capitán el Prefecto Rosario Enrique Grasso.
- 1972 - Tuvo una destacada participación en el siniestro protagonizado por los buques Then Chee y Roston Grange.
- 1978 - Realiza su primer navegación a Ushuaia en viaje de Instrucción, con el Primer Curso de Navegación para Oficiales de la Escuela Superior, durante 28 días.
- 1979 - Efectúa acompañamiento a la XII Regata Buenos Aires-Río de Janeiro, navegando 4200 millas náuticas durante 23 días.
- 1979 a 1982 - Fue afectado a la tarea de Patrullajes del Frente Marítimo de la Provincia de Buenos Aires.
- 1983 - Fue afectado al Apoyo Logístico del Estacionario Pontón de Prácticos Recalada.
- 2009 - El Delfín en los Astilleros Almirante Storni en 2009, cuando fue sometido a una recorrida general.